# A10高速公路 (法国)
A10高速公路是法国的一条高速公路，全长543千米，于1981年建成通车。A10始于巴黎，终于波尔多，与A6、A19、A71、A28、A85、A83、A837等高速相连。A10主要经过新奥尔良、普瓦捷、布卢瓦、巴黎等城市，并与欧洲E60、E3、E9等公路相连。